# 웰링통 호샤
웰링통 호샤(1990년 10월 4일 ~ )는 동티모르의 축구 선수이다.

## 국가대표 경력
그는 2012년 동티모르대표팀에 데뷔했다. 그는 국제 A매치 4경기에 출전했다.

## 통계
| 동티모르 | 동티모르 | 동티모르 |
| 연도     | 출전     | 골       |
| -------- | -------- | -------- |
| 2012     | 4        | 0        |
| 합계     | 4        | 0        |